# Scopula succrassula
Scopula succrassula là một loài bướm đêm trong họ Geometridae.